# Rivière Portneuf (Idaho)
Pour les articles homonymes, voir Rivière Portneuf.
La rivière Portneuf est un 124 miaffluent de la rivière Snake dans le sud-est l'Idaho, aux États-Unis. Cette rivière draine une vallée d'élevage et d'élevage dans les montagnes au sud-est de la plaine de la rivière Snake. La ville de Pocatello se trouve le long de la rivière près de son émergence des montagnes sur la plaine de la rivière Snake.
La rivière fait partie du bassin du fleuve Columbia.

## Cours
La rivière Portneuf prend sa source dans l'ouest du comté de Caribou, à environ 25 milles (40,2336 km) à l'est de Pocatello, le long du côté est de la chaîne de Portneuf. Il coule d'abord vers le sud, passant vers l'ouest autour de l'extrémité sud de la chaîne de 60 milles, puis tournant vers le nord pour s'écouler entre la chaîne de Portneuf à l'est et la chaîne de Bannock à l'ouest. Il coule vers le nord-ouest à travers le centre-ville de Pocatello et pénètre dans le serpent à l'angle sud-est de American Falls Reservoir, à environ 10 milles (16,09344 km) au nord-ouest de Pocatello.

## Bassin versant et décharge
Le bassin versant de Portneuf draine 850 290 acres (3 441,0015453618 km2) dans le sud-est de l'Idaho et est délimité par le sommet Malad au sud, la chaîne Bannock à l'ouest, la chaîne Portneuf au sud-est et la chaîne Chesterfield au nord-est. Marsh Creek est le seul affluent majeur de la rivière Portneuf. Les autres criques de ce bassin hydrographique comprennent les criques Mink, Rapid, Garden, Hawkins, Birch, Dempsey, Pebble, Twentyfourmile et Toponce. La superficie totale du réservoir Chesterfield est estimée à 1 236 acres ( Unité «  » inconnue du modèle {{Conversion}}.).
La bassin de drainage de la rivière Portneuf mesure environ 1 329 milles carrés (3 442 km2).
Sa moyenne annuelle débit, mesurée par la jauge USGS 13075910 (rivière Portneuf à Tyhee), est de 418 Unité « cuft/s » inconnue du modèle {{Conversion}}. ( Unité «  » inconnue du modèle {{Conversion}}.), avec un débit journalier maximum enregistré de 1 730 Unité « cuft/s » inconnue du modèle {{Conversion}}. ( Unité «  » inconnue du modèle {{Conversion}}.) et un minimum de 32 Unité « cuft/s » inconnue du modèle {{Conversion}}. ( Unité «  » inconnue du modèle {{Conversion}}.).

## Histoire
La rivière Portneuf a reçu son nom quelque temps avant 1821 par des Canadiens français qui étaient des voyageurs travaillant pour la société montréalaise Traite des fourrures du Compagnie du Nord-Ouest.
La vallée du Portneuf a fourni l'itinéraire du Piste de l'Oregon et Piste de la Californie au milieu du 19e siècle. Après la découverte de l'or dans le Montana et l'Idaho, il est devenu une étape importante pour le transport de personnes et de marchandises. En 1877, la vallée a été utilisée comme route du Utah and Northern Railway, le premier chemin de fer de l'Idaho.

## Biogéochimie du bassin versant
Le bassin versant de la rivière Portneuf est un système fortement utilisé et modifié anthropiquement. Après une série de fortes inondations au début des années 1960, le Army Corps of Engineers a conçu et construit un canal en béton pour contrôler les inondations en 1965. La canalisation a suivi la route du fleuve et a traversé le côté ouest de Pocatello, modifiant radicalement les processus naturels de la rivière Un résultat courant de l'activité humaine est le chargement de nutriments dans le système d'eau par les deux sources ponctuelles et non ponctuelles. La rivière est soumise à l'usage de quatre municipalités (Lava Hot Springs, McCammon), Inkom et Pocatello). La géologie dynamique de la région et l'utilisation intensive par les populations locales ont produit un ensemble unique de caractéristiques chimiques associées à la fois aux processus biologiques et aux interactions avec la géologie locale.

### Nitrates
Les ruissellements de nutriments provenant de l'agriculture intensive et de l'élevage le long du tracé de la rivière ont sensiblement augmenté les charges de nitrate dans le cours d'eau. Cette situation n'est aggravée que par l'ajout d'eaux usées provenant de l'installation de traitement des eaux usées de la ville de Pocatello et des déchets associés à l'usine de traitement du phosphate. Cette charge nutritive accrue soutient une augmentation de la biomasse dans le système Le DEQ en collaboration avec la Soil Conservation Commission et USDA développent des outils et des pratiques conçus spécifiquement pour atténuer les problèmes d'azote associés à l'agriculture et à ses déchets. Connues sous le nom de Meilleures pratiques de gestion (PGB), ces méthodologies sont conçues et modifiées pour diverses situations et ont fait leurs preuves lors de projets de mise en œuvre antérieurs.

### Échange de carbone
L'échange de carbone inorganique entre la terre solide et l'atmosphère du bassin versant de Portneuf a produit des dépôts de CaCO3 dans tout le système. Connus sous le nom de travertin et tufa, ces dépôts se forment en fonction de la dynamique des eaux souterraines et de la géologie de la région. Le tuf est connu dans tout le collectif géologique sous le nom de dépôts mous et poreux CaCO3 associés aux environnements d'eau douce en mouvement. Le travertin est un dépôt apparenté séparé par le fait qu'il est associé aux eaux thermales. Le dépôt de tuf est complexe, impliquant des processus de dissolution, saturation, transport souterrain, émergence et précipitation. Les deux versions de CaCO3 précipité sont présentes dans le bassin versant de la rivière Portneuf. Plusieurs processus très différents mais liés contrôlent la précipitation du CaCO3 dans les systèmes aqueux naturels. Les processus chimiques sont déterminés par les propriétés chimiques des éléments et des molécules impliqués. Les processus physiques sont déterminés par les caractéristiques du système de bassin versant (gradient, débit, substrat, propriétés d'écoulement des eaux souterraines). Les processus biotiques sont entraînés par les activités des organismes vivants.

#### Processus chimiques
Les formations de carbonate de calcium sont associées à des régions où les eaux météoriques s'enrichissent en carbonate de calcium par dissolution directe de roches riches en CaCO3 sous terre uniquement pour refaire surface et précipiter à nouveau calcite. Il est bien connu que la géologie du bassin versant de Portneuf contient de grandes épaisseurs de calcaire et dolomite qui sont principalement du Paléozoïque,. L'enrichissement de CaCO3 dans les eaux météoriques est dû à l'ajout de CO2 soit par interaction avec le l'atmosphère, ou s'infiltrant à travers un composé organique contenant des couches de sol. Cette saturation de CO2 dans les eaux souterraines permet la dissolution des roches carbonatées car elle fait baisser le pH. Lorsque l'eau réémerge, elle est exposée à l'atmosphère et au gradient de concentration de CO2 qui lui est associé. Lorsque les eaux enrichies tentent d'atteindre l'équilibre, elles précipitent la calcite par la réaction de Ca +2 + 2HCO - ⇔ CO2↑ + H2O + CaCO3↓.Les montagnes entourant Portneuf sont caractérisées par d'épais dépôts calcaires paléozoïques riches en carbonates, et de nombreuses sources émergent le long du tronçon associé aux sources chaudes de lave.

#### Processus physiques
Un autre facteur affectant les précipitations de tuf est les aspects physiques du système fluvial. Le gradient du Portneuf à travers les sources chaudes de Lava est tel que cette étendue est dominée par une série de rapides avec quelques chutes plus importantes. Cette turbulence et l'augmentation de la surface provoquée par l'aération facilitent le dégazage du CO2, augmentant ainsi la saturation du CaCO3 jusqu'au point de précipitation. C'est un phénomène observé dans le monde entier comme le développement du tuf en cascade et est une explication pertinente pour au moins une certaine formation dans la région, en particulier à travers le site de la ville de Lava Hot Springs. La figure ci-dessous est une représentation schématique du gradient de la rivière Portneuf juste en dessous du réservoir Chesterfield et au-dessus du réservoir American Falls adapté de Minshall, 1973.

#### Processus biotiques
Le troisième mécanisme reconnu pour le développement du tuf est le rôle actif joué par le biote. Les algues et mousses es, ainsi que les plantes supérieures et certains insectes, piègent souvent de minuscules particules dans leurs racines sinueuses, leurs frondes et leurs structures d'abri / d'alimentation, agissant comme des points de nucléation pour de nouvelles précipitations Cela peut expliquer certains des sites de dépôt, mais le biote joue un rôle plus important car les plantes photosynthétiques éliminent le CO2 de l'eau, concentrant davantage le Ca2+ et CO32− et entraînant des précipitations. La rivière Portneuf à travers cette étendue est riche en vie végétale non seulement en raison de l'accumulation de nutriments lors de ses déplacements à travers les terres agricoles, mais aussi des apports d'eau chaude qui protègent le ruisseau des effets du froid rigoureux des températures hivernales. Cela pourrait être un mécanisme pour augmenter potentiellement la formation de tuf à travers la portée. Une étude intéressante achevée en 1972 a montré que le développement du tuf et du travertin remplissait les interstices que l'on trouve normalement sur la rivière rocheuse. Cela a eu des répercussions sur certains organismes fouisseurs ainsi que sur le cycle des nutriments.
Les précipitations de tuf dans le drainage de la rivière Portneuf sont produites par la combinaison de quatre mécanismes complexes: dissolution des calcaires par les eaux météoriques contenant des acides carboniques, dégazage du CO2 dans les sites turbulents, élimination du CO2 par les plantes photosynthétiques et le piégeage des particules de CaCO3 par le biote. Les interactions complexes entre ces différents mécanismes peuvent ne jamais être entièrement comprises mais offrent un aperçu de l'occurrence des formations.